# Реофилы

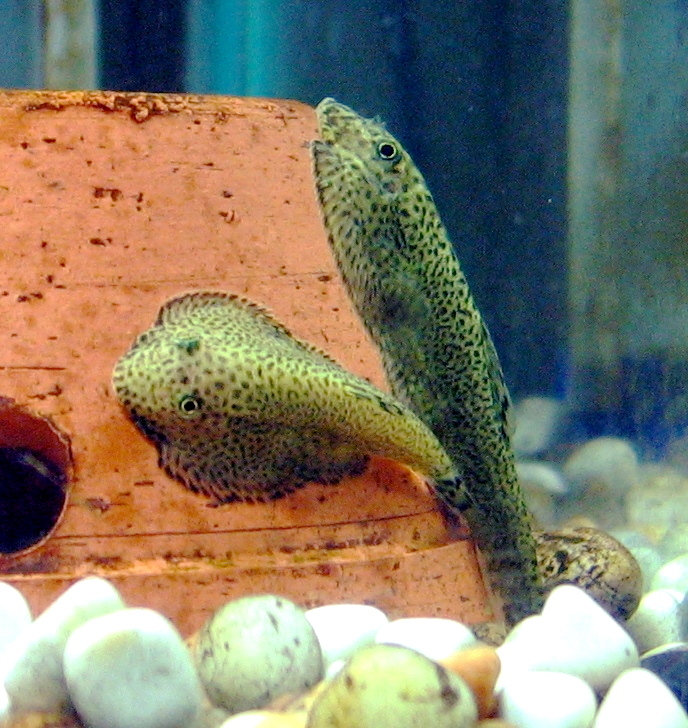
Beaufortia kweichowensis

Реофи́лы (др.-греч. ῥέος — течение, поток + φιλέω — люблю) — животные, приспособившиеся к обитанию в текущих водах (ручьях, реках и морских мелководьях, омываемых течением).
Одни реофилы проводят в текучих водах всю жизнь, другие связаны с ними лишь в определённые периоды.
Реофилы кислородолюбивы и нуждаются в постоянном притоке свежей воды.
Некоторые реофилы способны преодолевать сильное течение (например, многие лососёвые рыбы), многие наоборот — сидячие или малоподвижные формы: противостоят сносу течением, прирастая к субстрату (губки, мшанки и др.), прикрепляясь к нему с помощью выростов тела (например, бесстебельчатые морские лилии) или присасываясь (например, моллюск Ancylus), прячась в норках или среди камней и т. п.
Для ряда реофилов характерны приспособления для фильтрации воды и улавливания приносимых течением пищевых частиц.